# Contrast Media & Molecular Imaging
Pour les articles homonymes, voir Contrast.
Contrast Media & Molecular Imaging (abrégé en Contrast Media Mol Imaging) est une revue scientifique à comité de lecture qui publie des articles scientifiques dans le domaine des agents de contraste et de l'imagerie moléculaire, couvrant tous les domaines des technologies d'imagerie, avec un accent particulier sur l'IRM (imagerie par résonance magnétique) et la TEP (tomographie par émission de positons).
D'après le Journal Citation Reports, le facteur d'impact de ce journal est de 1,984 en 2018. Les premiers éditeurs en chef du journal ont été les professeurs de chimie Silvio Aime (Université de Turin, Italie) et Robert N. Muller (Université de Mons-Hainaut, Belgique). L'éditeur en chef actuel de Contrast Media Mol. Imaging est Luc Zimmer, professeur de pharmacologie (Université de Lyon, France),.